# بولي إميد

التركيب الكيميائي العام للبولي إميد

بولي إميد أو متعدد الإميد (يُختصر أحيانًا PI) عبارة عن بوليمر يحتوي على مجموعات إيميد تنتمي إلى فئة البلاستيك عالي الأداء. بفضل مقاومتها العالية للحرارة، تتمتع البولي إميدات بتطبيقات متنوعة في الأشغال التي تتطلب مواد عضوية متينة، مثل خلايا الوقود ذات درجة الحرارة العالية، وشاشات العرض، والتطبيقات العسكرية المختلفة. البولي إميد الكلاسيكي هو الـ كابتون Kapton ، والذي يتم إنتاجه عن طريق تكثيف ثنائي هيدريد البيروميليت و 4,4'-oxydianiline.

## تاريخ
تم اكتشاف أول بولي إميد في عام 1908 من الباحثين «بوغارت» و «رينشو». حيث وجدا أن أنهيدريد 4-أمينو فثاليك لا ينصهر عند تسخينه ولكنه يطلق الماء عند تكوين بولي إإميد عالي الوزن الجزيئي. تم تحضير أول بولي إميد شبه أليفاتي بواسطة إدوارد وروبنسون عن طريق االانصهار الذائب للديامين وأحماض تترا أو ديامينس وحمضيات / ديستر.
ومع ذلك، فإن أول بولي إميد ذو أهمية تجارية كبيرة - Kapton - كان رائدًا في الخمسينيات من القرن الماضي من قبل العاملين في شركة Dupont الذين طوروا طريقًا ناجحًا لتحضير بولي إميد عالي الوزن الجزيئي يتضمن سلائف بوليمر قابلة للذوبان. حتى يومنا هذا، لا يزال هذا المسار هو الطريق الأساسي لإنتاج معظم البولي إميدات. تم إنتاج البوليميدات بكميات كبيرة منذ عام 1955. يتم تغطية مجال البولي إميدات من خلال العديد من الكتب المتخصصة  ونشرات البحوث العلمية.
وفقًا لتكوين سلسلتها الرئيسية، يمكن أن تكون البولي إميدات:
- أليفاتية،
- شبه عطرية (يشار إليها أيضًا باسم الأليفاروماتية)،
- العطرية: هذه هي البولي إميدات الأكثر استخدامًا بسبب ثباتها الحراري.

وفقًا لنوع التفاعلات بين السلاسل الرئيسية، يمكن أن تكون البولي إميدات:
- لدائن حرارية: تسمى في كثير من الأحيان «أشباه البلاستيك الحراري».
- التصلد بالحرارة: متوفر تجارياً كراتنجات غير معالجة، ومحاليل بوليميد، وأشكال مدمجة، وألواح رقيقة، وشرائح وأجزاء مشكلة.

## التحضير
هناك عدة طرق ممكنة لتحضير البولي إميدات، من بينها:
- التفاعل بين ثنائي أنهيدريد وثنائي الأمين (الطريقة الأكثر استخدامًا).
- التفاعل بين ثنائي أنهيدريد وثنائي إيزوسيانات.

يمكن إجراء بلمرة ثنائي أمين وثنائي أنهيدريد بطريقة على خطوتين يتم فيها تحضير متعدد (حمض أميد الكربوكسيل) أولاً، أو مباشرة بطريقة تتم في خطوة واحدة. الطريقة المكونة من خطوتين هي الإجراء الأكثر استخدامًا لتحضير البولي إميد. أولاً يتم تحضير بولي قابل للذوبان وهو متعدد (حمض أميد الكربوكسيل) (2) والذي يتم تدويره بعد مزيد من المعالجة في خطوة ثانية إلى البولي إميد (3). تعتبر العملية المكونة من خطوتين ضرورية لأن البولي إميدات النهائية تكون في معظم الحالات غير قابلة للإنصهار وغير قابلة للذوبان بسبب بنيتها العطرية.
ثنائي أنهيدريد المستخدمة كسلائف لهذه المواد تشمل ثنائي أنهيدريد البيروميليت، وثنائي أنهيدريد البنزوكوينونيترا كاربوكسيليك والنفثالين رباعي الكربوكسيل ثنائي أنهيدريد. تشتمل كتل بناء ثنائي أمين مشترك على 4,4'-diaminodiphenyl ether ("DAPE")، و meta-phenylenediamine ("MDA")، و 3,3-diaminodiphenylmethane. تم فحص المئات من ثنائ أمين وثنائي أنهيدريد لضبط الخصائص الفيزيائية وطرق معالجة هذه المواد. تميل هذه المواد إلى أن تكون غير قابلة للذوبان ولها درجات حرارة تليّن عالية، ناشئة عن تفاعلات نقل الشحنة بين الوحدات الفرعية المستوية.

### التحليل الطيفي
يمكن متابعة تفاعل الإميد عن طريق التحليل الطيفي للأشعة تحت الحمراء. يتميز طيف الأشعة تحت الحمراء أثناء التفاعل باختفاء نطاقات الامتصاص لمتعدد (حمض الأميك) عند 3400 إلى 2700 سم −1 (رابطة O-H)، ~ 1720 و 1660 (أميد C = O) و ~ 1535 سم −1 (رابطة C-N). في الوقت نفسه، يمكن ملاحظة ظهور نطاقات طيف الـ imide المميزة، عند 1780 (C = O asymm)، و 1720 (C = O symm)، و 1360 (رابطة C-N) و 1160 و 745  سم −1 (تشوه حلقة إيميد). ⁠

## الخصائص
تشتهر الـ بولي إميدات المعالجة بالحرارة بالاستقرار الحراري، والمقاومة الكيميائية الجيدة، والخصائص الميكانيكية الممتازة، واللون البرتقالي / الأصفر المميز. تحتوي البولي إميدات المركبة مع تعزيزات الألياف الزجاجية أو الجرافيت على قوة انثناء تصل إلى 340 ميجاباسكال (49,000 psi) ونماذج الانحناء 21,000 ميجاباسكال (3,000,000 psi) . تُظهر بوليميدات مصفوفة البوليمر بالحرارة زحفًا منخفضًا جدًا وقوة شد عالية. يتم الحفاظ على هذه الخصائص أثناء الاستخدام المستمر لدرجات حرارة تصل إلى 232 °م (450 °ف) وللمراحل القصيرة حتى 704 °م (1,299 °ف). تتميز أجزاء البولي إميد المقولبة والشرائح بمقاومة جيدة جدًا للحرارة. تتراوح درجات حرارة التشغيل العادية لهذه الأجزاء والشرائح من المبردة إلى تلك التي تتجاوز درجة حرارة 260 °م (500 °ف) . كما أن البولي إميدات مقاومة بطبيعتها للاحتراق ولا تحتاج عادةً إلى خلطها مع مثبطات اللهب. يحمل معظمها تصنيف UL لـ VTM-0. تتمتع رقائق البوليميد بعمر نصف قوة انثناء قدره 249 °م (480 °ف) 400 ساعة.
لا تتأثر أجزاء البولي إميد النموذجية بالمذيبات والزيوت الشائعة الاستخدام - بما في ذلك الهيدروكربونات والإسترات والإيثرات والكحول والفريونات. كما أنها تقاوم الأحماض الضعيفة ولكن لا ينصح باستخدامها في البيئات التي تحتوي على القلويات أو الأحماض غير العضوية. بعض البوليميدات، مثل CP1 و CORIN XLS، قابلة للذوبان في المذيبات وتظهر وضوحًا بصريًا عاليًا. خصائص الذوبان تضفي عليها طرق الرش وتطبيقات المعالجة في درجات الحرارة المنخفضة.

## التطبيقات

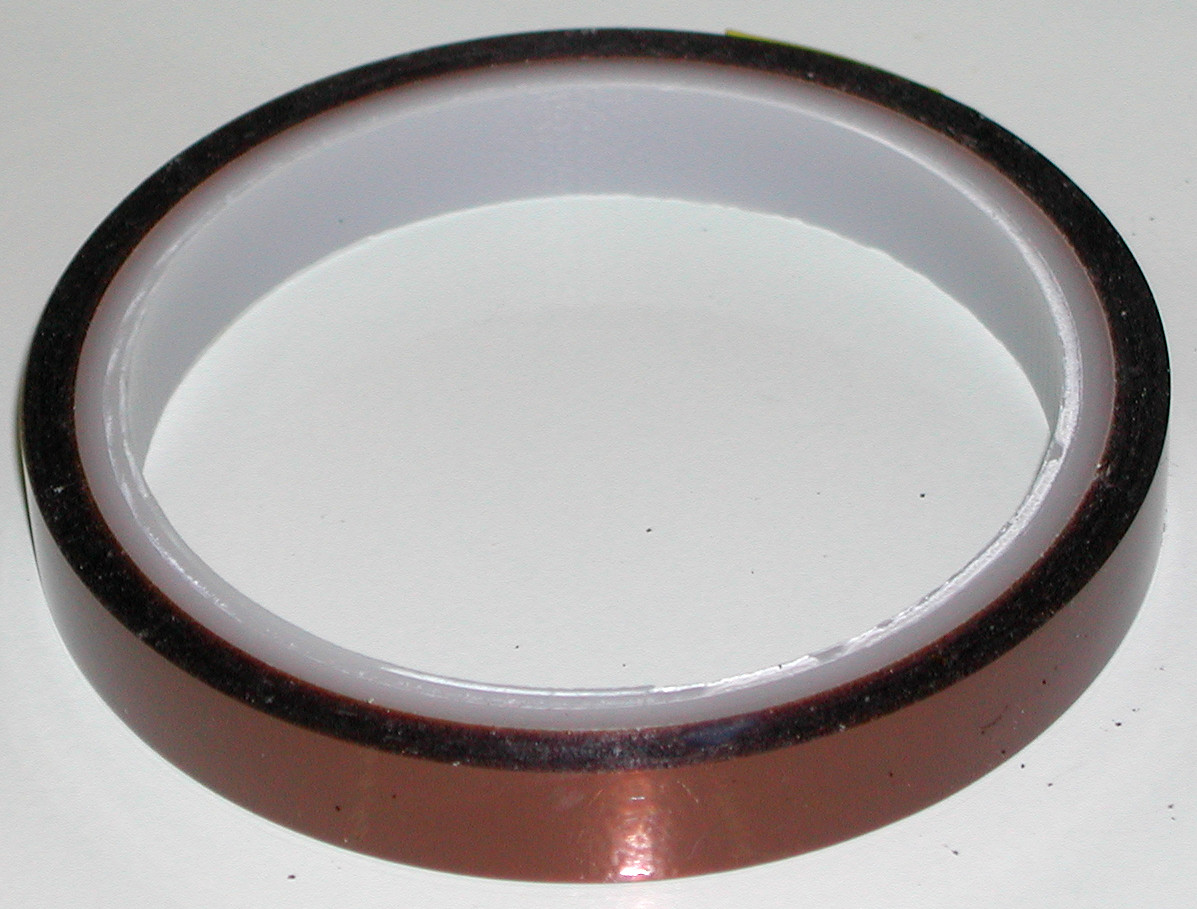
لفة من شريط Kapton اللاصق

مواد الـبولي إميد خفيفة الوزن ومرنة ومقاومة للحرارة والمواد الكيميائية. لذلك يتم استخدامها في الصناعات الإلكترونية للكابلات المرنة وكغشاء عازل على الأسلاك المغناطيسية. على سبيل المثال، في الكمبيوتر المحمول غالبًا ما يكون الكبل الذي يربط لوحة المنطق الرئيسية بالشاشة (التي يجب أن تنثني في كل مرة يتم فيها فتح أو إغلاق الكمبيوتر المحمول) عبارة عن قاعدة بولي إميد مع موصلات نحاسية. تشمل أمثلة شرائح البولي إميد Apical و Kapton و UPILEX و VTEC PI و Norton TH و Kaptrex.

هيكل بولي-أوكسيديفينلين-بيروميليتيميد ، "كابتون".

هناك استخدام إضافي لراتنج البولي إميد كطبقة عازلة وتخميل  في تصنيع الدوائر المتكاملة وشرائح النظم الكهروميكانيكية الصغرى. تتمتع طبقات البولي إميد باستطالة ميكانيكية جيدة وقوة شد، مما يساعد أيضًا على الالتصاق بين طبقات بولي إميد أو بين طبقة بولي إميد وطبقة معدنية مترسبة. يؤدي الحد الأدنى من التفاعل بين اشريحة ذهبية وشريحة البولي إميد، إلى جانب ثبات درجة الحرارة العالية لفيلم البولي إميد، إلى نظام يوفر عزلًا موثوقًا عند التعرض لأنواع مختلفة من الضغوط البيئية. يستخدم البولي إميد أيضًا كركيزة لهوائيات الهاتف المحمول.
عادة ما يكون العزل متعدد الطبقات المستخدم في المركبات الفضائية مصنوعًا من البولي إميد المطلي بطبقات رقيقة من الألومنيوم أو الفضة أو الذهب أو الجرمانيوم. عادةً ما تكون المادة الذهبية اللون التي تُرى غالبًا على السطح الخارجي للمركبة الفضائية في الواقع عبارة عن بولي إميد أحادي الألمنيوم، مع طبقة واحدة من الألومنيوم متجهة للداخل  يعطي البولي إميد البني المصفر السطح لونه الشبيه بالذهب.

### الأجزاء الميكانيكية
يمكن استخدام مسحوق بولي إميد لإنتاج الأجزاء والأشكال عن طريق تقنيات التلبيد (التشكيل بالضغط الساخن، والتشكيل المباشر، والضغط المتساوي الساكن). نظرًا لاستقرارها الميكانيكي العالي حتى في درجات الحرارة المرتفعة يتم استخدامها كبطانات أو حاملات أو ماسكات أو أجزاء بناءة في التطبيقات الصعبة. لتحسين الخصائص الترايبولوجية فإن المركبات التي تحتوي على مواد تشحيم صلبة مثل الجرافيت أو PTFE أو كبريتيد الموليبدينوم شائعة. تتضمن أجزاء وأشكال البولي إميد الأنواع P84 NT و VTEC PI و Meldin و Vespel و Plavis.
في محطات الطاقة التي تعمل بالفحم أو محارق النفايات أو مصانع الأسمنت، تُستخدم ألياف البولي إميد لفلترة الغازات الساخنة. في هذا التطبيق تفصل إبرة بولي إميد الغبار والجسيمات عن غاز العادم.
يعد البولي إميد أيضًا أكثر المواد شيوعًا المستخدمة في الفيلم التناضحي العكسي في تنقية المياه، أو تركيز المواد المخففة من الماء، مثل إنتاج شراب القيقب.

### تطبيقات أخرى
يستخدم البولي إميد للأنابيب الطبية، مثل القسطرة الوعائية، لمقاومتها لضغط الانفجار مقترنة بالمرونة والمقاومة الكيميائية.
تستخدم صناعة أشباه الموصلات البولي إميد كمادة لاصقة عالية الحرارة؛ كما أنها تستخدم كمخزن إجهاد ميكانيكي.
يمكن استخدام بعض البولي إميدات كحاجب للضوء؛ كلا النوعين «الإيجابي» و «السلبي» من البولي إميد الشبيه بحاجب الضوء موجودان في السوق.
تستخدم مركبة الشراعات الشمسية IKAROS أشرعة راتنج بولي إميد لتعمل بدون محركات صاروخية.

## روابط خارجية
- قاعدة بيانات الممتلكات المادية ، معهد ماساتشوستس للتكنولوجيا